# Bedaius

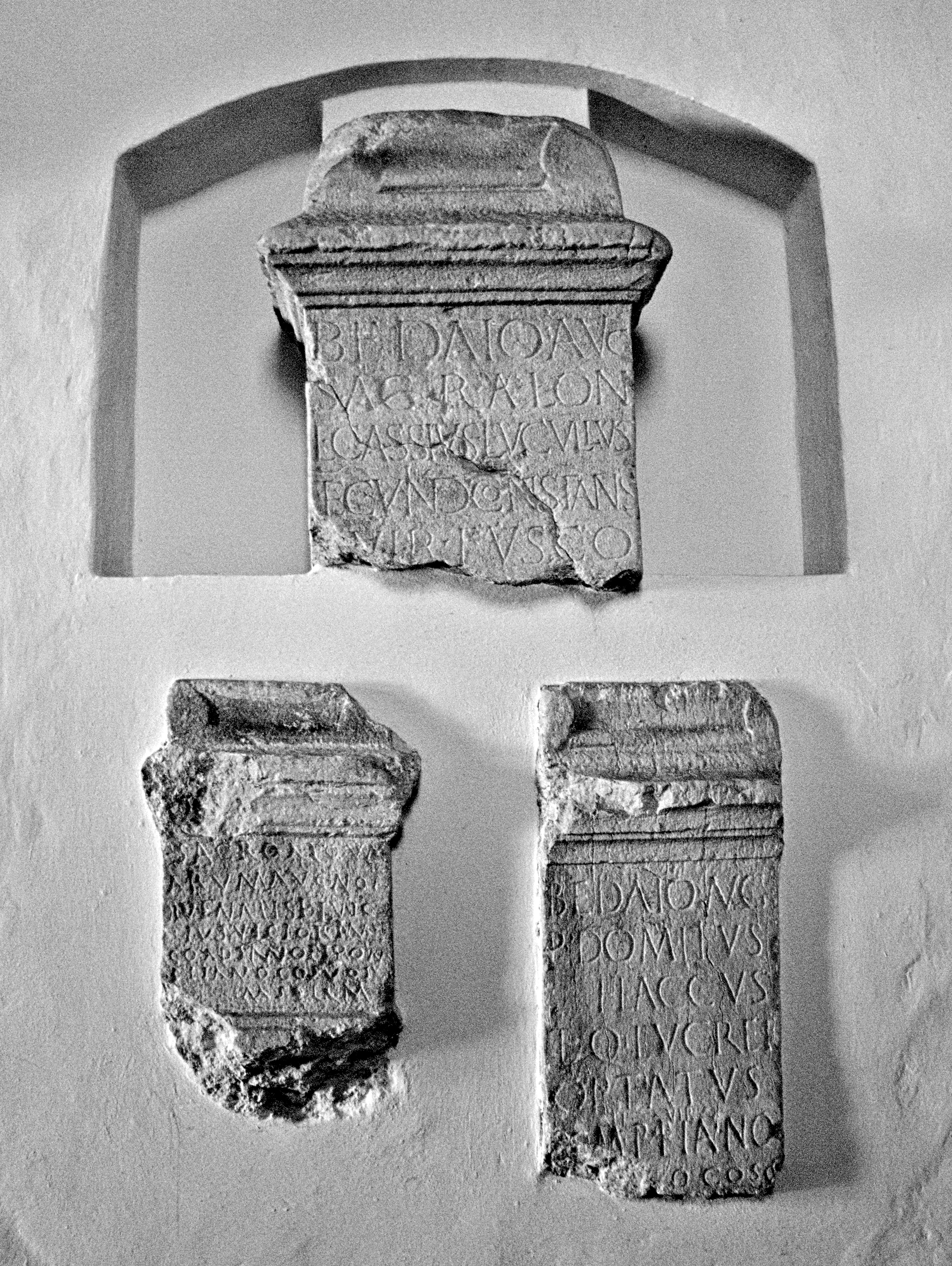
Drei römische Weihesteine in Chieming

Bedaius oder Bedaios war ein wohl keltischer Gott, der in römischer Zeit in Bedaium (heutiges Seebruck im Chiemgau) verehrt wurde.
Es ist kaum etwas zu dieser Gottheit bekannt. Sie wird nie dargestellt und erscheint nur auf etwa einem Dutzend Weihesteinen, die in Bedaium und der Umgebung aufgestellt wurden. Bedaius wird in diesen Inschriften als der „Erhabene“ oder „Kaiserliche“ (augustus) und „Heilige“ (sanctus) bezeichnet. Er wird zusammen mit Arubianus, der dem Jupiter gleichgesetzt wurde, und mit den Alounae oder Alovnae (Muttergottheiten) genannt.
Da das Heiligtum dieser Gottheit in Bedaium am Chiemsee stand, ist vermutet worden, dass es sich bei Bedaius um eine Personifizierung des Chiemsees handelte. Der Kult des Gottes erlosch wohl schon im Laufe des 3. Jahrhunderts. Der letzte Weihestein datiert aus dem Jahr 241.
Mit den in den Inschriften genannten Duumviri sind jeweils die „Bürgermeister“ des Municipium Claudium Iuvavum (Salzburg) gemeint.

## Inschriften
Zeichenerklärung (siehe auch Leidener Klammersystem): 
 Arabische Ziffern im lateinischen Text geben die ungefähre Anzahl fehlender, nicht rekonstruierbarer Buchstaben an. 
 Runde Klammern (...) kennzeichnen aufgelöste Abkürzungen. 
 Eckige Klammern [...] markieren verloren gegangene und rekonstruierte Textteile. 
 Doppelte eckige Klammern [[...]] zeigen Rasuren an, das sind Stellen, die in der Antike absichtsvoll abgemeißelt wurden. 
| CIL            | Inschrift | Datierung (n. Chr.)         | Fundort Fundjahr                    | Bild | EDH      |
| -------------- | --- | --------------------------- | ----------------------------------- | ---- | -------- |
| CIL III, 5572  | Bedaio Aug(usto) / sacr(o) Alovn/ar(um) Setoni/us Maxim/ianus et Fir(mius?) Firmi/nianus IIvir(i) / Perpetuo et Cornel(iano) co(n)s(ulibus) Dem kaiserlichen Bedaius im Heiligtum der Alovnae (haben es gestiftet) die Duumviri Setonius Maximianus und Fir(mius?) Firmianus im Konsulatsjahr des Perpetuus und Cornelianus. | 237                         | Chieming, 1813                      |      | HD042376 |
| CIL III, 5574  | [Bedaio(?) Au]g(usto) / [sa]c(rum) Sex(tus) / [3]on(ius?) Ma/[3] et Iu/[lius V]alen/[tinus IIvir(i)] Prae/[sente et 3 co(n)s(ulibus)] Dem kaiserlichen [Bedaius(?)] heilig! (Gestiftet haben es) [die Duumviri] Sextus ...onius(?) Ma... und Iulius Valentinus im Konsulatsjahr des Prae[sens] und des ... | 153, 153, 180, 217 oder 246 | Chieming, 1858                      |      | HD042377 |
| CIL III, 5575  | In h(onorem) d(omus) d(ivinae) I(ovi) O(ptimo) M(aximo) / Arub(iano) et Sancto / Bed(aio) Vind(ius) Verus / b(ene)f(iciarius) co(n)s(ularis) leg(ionis) II Ital(icae) / P(iae) F(idelis) Sever(ianae) ex voto / pos(uit) Id(ibus) Mai(i)s / Imp(eratore) d(omino) n(ostro) Seve/ro Alexandro Aug(usto) II et Marcel/lo II co(n)s(ulibus) Zu Ehren des Kaiserhauses. Dem Jupiter Optimus Maximus Arubianus und dem heiligen Bedaius hat Vindius Verus, statthalterlicher Benefiziarier aus der Legio II Italica Pia Fidelis Severiana, (dies) aufgrund eines Gelübdes errichtet an den Iden des Mai (15. Mai) im Konsulatsjahr unseres Imperators, Herrn und Kaisers Severus Alexander (2. Konsulat) und des Marcellus (2. Konsulat). | 15. Mai 226                 | Stöttham bei Chieming, vor 1816     |      | HD042406 |
| CIL III, 5580  | I(ovi) O(ptimo) M(aximo) Arubiano / et Bedaio Sancto / Tul(lius) Iuvenis / b(ene)f(iciarius) co(n)s(ularis) leg(ionis) II / Ital(icae) Antoninian(ae) / v(otum) s(olvit) l(ibens) m(erito) / Idib(us) Mai(i)s [[d(omino) [n(ostro)]]] / [[[Imp(eratore) Antonino]]] / II et Sacerdote co(n)s(ulibus) Dem Jupiter Optimus Maximus Arubianus und dem heiligen Bedaius hat Tullius Iuvenis, statthalterlicher Benefiziarier aus der Legio II Italica Antoniniana, sein Gelübdes nach erwiesener Wohltat gerne eingelöst an den Iden des Mai (15. Mai) im Konsulatsjahr unseres Imperators Antoninus (=Elagabal) (2. Konsulat) und des Sacerdos.                                                                                         | 15. Mai 219                 | Pittenhart, 1807                    |      | HD042398 |
| CIL III, 5581  | Bedaio Aug(usto) / et Alovnis / sacr(um) / C(aius) Catius / Secundia/nus IIvir / Imp(eratore) Antonin(o) / II et Sacerdote co(n)s(ulibus) Dem kaiserlichen Bedaius und den Alovnae heilig! (Gestiftet hat es) der Duumvir Caius Catius Secundianus im Konsulatsjahr des Imperators Antoninus (=Elagabal) (2. Konsulat) und des Sacerdos. | 219                         | Kloster Seeon, seit 1527 im Kloster |      | HD042402 |
| CIL III, 11777 | Bedaio Aug(usto) / P(ublius) Domitius / Flaccus / et Q(uintus) Lucret(ius) / Optatus / IIvir(i) / [P]ompeiano / [et Avi]to co(n)s(ulibus) Dem kaiserlichen Bedaius (haben es gestiftet) die Duumviri Publius Domitius Flaccus und Quintus Lucretius Optatus im Konsulatsjahr des Pompeianus und des Avitus. | 209                         | Chieming, 1882                      |      | HD042378 |
| CIL III, 11778 | Bedaio Aug(usto) / sacr(o) Alo(u)n(arum) / L(ucius) Cassius Lucullus / et C(aius) Vind(ius) Constans / [I]Ivir(i) Fusco / [II et Dextro co(n)s(ulibus)] Dem kaiserlichen Bedaius im Heiligtum der Alovnae (haben es gestiftet) die Duumviri Lucius Cassius Lucullus und Caius Vindius Constans im Konsulatsjahr des Fuscus (2. Konsulat) [und des Dexter.] | 225                         | Chieming, 1882                      |      | HD042379 |
| CIL III, 11779 | Sacro(!) Alovn/arum Aug(ustarum) Non() / Iu(v)enalis et Vig/rius Victorinu[s] / Gordiano et Pom/peiano co(n)s(ulibus) votu/m sol(verunt) l(ibentes) m(erito) Dem Heiligtum der kaiserlichen Alovnae haben Non(...) Iuvenalis und Vigrius Victorinus ihr Gelübde nach erwiesener Wohltat gerne eingelöst im Konsulatsjahr des Gordianus und des Pompeianus. | 241                         | Chieming, 1882                      |      | HD042380 |

Drei weitere Altäre sind nur fragmentarisch erhalten, und es fehlt jeweils der obere Teil mit der Nennung der Gottheit(en). Sie werden in der Forschung ebenfalls für Bedaius in Anspruch genommen. Das ist wegen der Fundorte plausibel, doch die Rekonstruktionen sind letztlich nicht gesichert.
| CIL            | Inschrift | Datierung (n. Chr.) | Fundort Fundjahr            | Bild | EDH      |
| -------------- | --- | ------------------- | --------------------------- | ---- | -------- |
| CIL III, 5578  | [Bedaio Aug(usto)(?)] / [sacr(o) Alovnar(um)(?)] / [...(?)] / et L(ucius) Cass(ius) Po/tentinus / IIvir(i) / Cilone II et / Libone co(n)s(ulibus) / XV Kal(endas) Nove(mbres) [Dem kaiserlichen Bedaius im Heiligtum der Alovnae(?)] (haben es gestiftet) die Duumviri [...(?)] und Lucius Cassius Potentinus im Konsulatsjahr des Cilo (2. Konsulat) und des Libo. | 18. Okt. 204        | Attel                       |      | HD042333 |
| CIL III, 5587  | [Bedaio Aug(usto)(?)] / [sacr(o) Alovnar(um)(?)] / Imp(eratore) domino n(ostro) / Severo Alexa/ndro Aug(usto) III / et Cassio Dion(e) / it(erum) co(n)s(ulibus) / L(ucius) Pomponius / Constans et / M(arcus) Ursinius V[e]/rus IIvir(i) / dicaverun[t] [Dem kaiserlichen Bedaius im Heiligtum der Alovnae(?)] (haben es gestiftet) die Duumviri Lucius Pomponius Constans und Marcus Ursinius Verus im Konsulatsjahr unseres Imperators, Herrn und Kaisers Severus Alexander (3. Konsulat) und des Cassius Dio (2. Konsulat). | 229                 | Rabenden, Beginn 19. Jahrh. |      | HD042399 |
| CIL III, 11780 | [Bedaio Aug(usto)(?)] / [sacr(o) Alovnar(um)(?)] / [...(?)] / [...(?)] / [...(?)] II / viri Glabrione et / Homullo co(n)s(ulibus) [Dem kaiserlichen Bedaius im Heiligtum der Alovnae(?)] (haben es gestiftet) die Duumviri [... und ...] im Konsulatsjahr des Glabrio und des Homullus. | 152                 | Chieming, 1882              |      | HD042381 |

Die sprachliche Erklärung und Übersetzung der Inschriften CIL III 5572 und 11778, deren Wortstellung und Grammatik vom üblichen Formular (wie etwa in CIL III 5581 zu finden) abweicht, ist umstritten und hat entsprechend unterschiedliche Aussagen über das Verhältnis des Bedaius und der Alounae/Alovnae zur Folge. Die Ergänzungen und Übersetzungen in der vorliegenden Liste orientieren sich jeweils an der Auffassung von De Bernardo Stempel/Hainzmann. 

## Weihedatum 15. Mai
Während Czysz und Keller erwähnen, dass der 15. Mai dem Jupiter heilig war, führt Obermayr aus, dass es sich bei den Steinen von Stöttham und Pittenhart um Benefiziarierstiftungen handelt. Das Datum markiert den Beginn der einjährigen Amtszeit. Beide namentlich genannten Stifter waren Angehörige der Legio II Italica, die zu dieser Zeit in dem Legionslager Lauriacum in Enns stationiert war.